# NGC 477
NGC 477 is een balkspiraalstelsel in het sterrenbeeld Andromeda. Het hemelobject ligt 245 miljoen lichtjaar van de Aarde verwijderd en werd op 18 oktober 1786 ontdekt door de Duits-Britse astronoom William Herschel.

## Synoniemen
- PGC 4915
- UGC 886
- MCG 7-3-32
- ZWG 536.32